# Csokpjokka
A Csokpjokka (hangul: 적벽가, handzsa: 赤壁歌, RR: Jeokbyeokga; „A Vörös szikla csatájának éneke”) az eredeti 12 phanszori (pansori)műből fennmaradt öt madang (마당) egyike. Alternatív elnevezése Hvajongdo (화용도, 華容道, Hwayongdo).

## Története
A történet főszereplői Ju Bi (Yu Bi) (Liu Pej (Liu Bei)) , Kvan U (Gwan U) (Kuan Jü (Guan Yu)) és Csang Bi (Jang Bi) (Csang Fej (Zhang Fei)), akik egy barackfaligetben vértestvérekké fogadják egymást, majd részt vesznek a csatában a Vörös szikláknál.

## Értelmezése
A történet alapja a Lo Kuan-csung (Luo Guanzhong)nak tulajdonított A három királyság regényes története című műve, melyben szerepel a Vörös szikláknál zajlott kínai csata leírása. Mivel a Csokpjokka (Jeokbyeokga) kínai nyelven írt történeten alapszik, ezért inkább a kínai történelmet jól ismerő nemesség kedvelte. Rendkívül nehéznek tartották az előadását, női énekesek nem is igazán vállalták, mivel a jobbára harcjelenetekből álló mű férfiak hangjához jobban illik.